# Viby (Jylland)
 For alternative betydninger, se Viby. (Se også artikler, som begynder med Viby)
Viby er en bydel i Aarhus med 31.850 indbyggere (2025). Viby Torv ligger 4 km sydvest for Aarhus centrum.
Viby var sidst i 1800-tallet en landsby. I de følgende årtier bredte Aarhus sig ud over sine grænser, så Viby blev en forstad. Ved kommunalreformen i 1970 blev Viby og andre forstæder lagt sammen med Aarhus købstad til Aarhus Kommune, så Viby blev til en bydel i Aarhus. Det meste af Viby har postnr. 8260 Viby J, den allersydligste del dog 8310 Tranbjerg.

## Etymologi
Viby - byen med et vi - nævnes i Kong Valdemars Jordebog fra 1231 som "Withby".

## Historie

### Vikingetiden
Viby var et vigtigt sted for vikingerne, der før år 800 bosatte sig ved mundingen af Aarhus Å og grundlagde Aarhus. Vi betyder en nordisk, hedensk helligdom. Viet har formodentlig ligget vest for Viby Stadion på Tyrseng, og det navn tyder på, at den nordiske krigsgud Tyr har været dyrket her.
Viby var i 1231 kongelev skyldsat til "60 mark guld og mere med småbyerne" Oluf Nielsen nævner med henvisning til Saxo, at der i Viby "vistnok" var "en kongsgård, hvor Valdemar I havde møde med prins Magnus 1176". Rester efter denne kongsgård menes fundet i 1915, da man gravede ud til Viby Skole.[kilde mangler] Kongsgården var det lokale magtcentrum, hvor kongen og hans mænd boede, når de var i området. Til daglig blev den bestyret af kongens foged, der sørgede for orden, opkrævede afgifter og opbevarede de indkasserede naturalier.
Mellem kongsgården og byen lå kongens enge, marker og hestefolde (hestehave) i det kvarter, der stadig hedder Kongsvang. Tæt på Kongsvang lå byens skibsværft ved Eskelund, som tidligere hed Snekkeeng. Snekke er netop en type af vikingeskibe, og udgravninger ved Eskelund har afsløret mange spor efter skibsbyggeri. Fund af potteskår viser, at flådens mandskab også har boet her, mens de reparerede skibene. Man ved, at kongens ledingsflåde senere brugte Aarhus som samlingssted, og det har nok også været tilfældet i Vikingetiden.
Viby landsby bestod i 1682 af 26 gårde og 11 huse uden jord. Det samlede dyrkede areal udgjorde 850,0 tønder land skyldsat til 163,58 tønder hartkorn. Dyrkningsformen var tovangsbrug med omdriften 4/4 + 1 vang sås årligt.

### Viby Højskole
Viby Højskole blev grundlagt i 1857 af politikeren Lars Bjørnbak, der 2 år tidligere var kommet til Viby som lærer. I 1866 startede han også Aarhus Amtstidende. Han døde i Viby i 1878, og højskolen, der var anti-grundtvigiansk, blev nedlagt i 1899.

### Jernbanerne
Fredericia-Skanderborg-Aarhus Jernbane, der blev indviet i 1868, gik gennem Viby, i første omgang dog uden at det affødte en station i sognet. Viby J Station ved Sønderhøj kom først, da Odderbanen blev åbnet i 1884, og det var kun Odderbanens tog, der standsede her, selvom Skanderborgbanens spor gik lige ved siden af. Stationen og det tilhørende postdistrikt, der nu hedder 8260 Viby J, fik tilføjet et "J" for Jylland, så man undgik forveksling med Viby Sjælland på København-Korsør-banen.
Omkring århundredeskiftet (1900) beskrev J.P. Trap: Danmark Viby på følgende måde:
"Viby (i Vald. Jrdb.: Withby) — hvoraf den nordl. Del kaldes „Nordby“, den sydl. „Viby-Terp“ (1248: Wiueterp) —, ved Landevejen, med Kirke, Præstegd., Fattiggaard (opr. 1884 paa Viby-Terp Mark, Plads for 30 Lemmer), Skole, „Sichar“, Hjem for faldne Kvinder (opr. af Diakonissestiftelsen, indviet 11/11 1898), Sparekasse (opr. 1867; 31/3 1900 var Sparernes Tilgodeh. 37,184 Kr., Rentef. 4 pCt., Reservef. 277, Antal af Konti 147), Kalk- og Teglværk, Træskofabrik, 2 Jærnbane- og Telegrafstationer (Hammelbanens kaldes „Viby-Nord-St.“). Viby-Mark, Gde. og Huse. Vibygaard."
En byudvikling satte ind allerede omkring år 1900 og fortsatte i de følgende årtier samtidig med, at Århus bredte sig fra nord. Men frem til 1925 var der en mindre bebyggelsesfri bræmme mellem købstadsbebyggelsen og forstadsbebyggelsen mod sydvest; imidlertid var bebyggelserne Rosenvænget, Kongsvang, Rosenvang, Viby og Terp allerede vokset sammen til en sammenhængende bebyggelse, og denne fortsatte mod sydøst med Saralyst og Højbjerg syd for Thorskov i Holme-Tranbjerg Kommune. Mellemrummet mellem købstad og fjernforstad blev lukket allerede i de følgende år, og fra 1930 blev Viby Kommune som helhed regnet som forstad til Århus. Medvirkende til den hastige byvækst var ikke kun baneforbindelsen til Århus men også, at der blev placeret en fabrik syd for Viby station.
Vibys hastige udvikling beskrives i Salmonsens Konversationsleksikon, 2. udgave fra 1928 på følgende måde:
"Sognet, som grænser til Aarhus Kommune, er efterhaanden formindsket ved gentagne Indlemmelser af Arealer i Købstaden (Frederiksbjerg, Marselisborg m. m.), omfattede (1925) 1083 ha med 5076 Indbyggere (1921: 3684, 1911: 2104, 1901: 880), altsaa, trods Formindskelsen af Arealet, en stærk Befolkningstilvækst. Byen og de andre bymæssige Kvarterer (Kongsvang Villaby, Rosenvænget og Rosenvang samt V. Stationsby med V. Terp), der maa betragtes som en Forstad til Aarhus, havde (1925) 4238 Indbyggere. Der er her Kirke (4 km SV. f. Aarhus Domkirke), Præstegaard, 2 Skoler, hvoraf den ene (opført 1916) med 10 Klasser, Forsamlingshus, Fattiggaard, Gasværk, anlagt 1912 af Kommunen; Vandværk (1910) og Elektricitetsværk (1912), begge privat anlagte; endvidere Diakonissestiftelsens Optagelseshjem »Sichar« for Kvinder, oprettet 1898, og det af Enkefru Budde 1903 oprettede Børnehjem. Af Fabrikker og industrielle Anlæg maa først og fremmest nævnes Fællesforeningen for Danmarks Forbrugsforeningers store Fabriksanlæg, omfattende Reb-, Sæbe-, teknisk-kemisk- og Margarinefabrik med c. 300 Arbejdere; desuden er der samme Forenings Mejeri, Savskæreri med c. 20 Arbejdere, Træskofabrik, Dampsnedkeri, Cementstøberi, Tegl- og Kalkværk, Mølleri (Magdalenemøllen), Tøjrensningsanstalt; Købmandsforretninger samt mange andre Handlende og Haandværkere. Byen har 2 Jernbane- og Telegrafstationer, hvoraf den ene, »V. Nord« paa Aarhus—Hammel—Torsø-Banen, den anden paa Aarhus—Odder—Hov-Banen samt Postekspedition."
De indlemmelser, der her refereres til, er følgende: ved kongelig resolution af 29. maj 1878 blev fra Viby Sogn indlemmet "Frederiksbjerg Distrikt" med virkning fra 1. januar 1874 og ved kongelig resolution af 8. december 1898 blev fra Viby Sogn indlemmet en del af jorden under Marselisborg Hovedgård med virkning fra 1. januar 1899
Den nærmere befolkningsudvikling frem til 2. verdenskrig fremgår af nedenstående tabel:
| År                                      | 1901 | 1906    | 1911  | 1916  | 1921  | 1925  | 1930  | 1935  | 1940  |
| --------------------------------------- | ---- | ------- | ----- | ----- | ----- | ----- | ----- | ----- | ----- |
| Kongsvang Villaby                       |      |         | 515   | 926   | 1.085 | 1.211 |       |       |       |
| Rosenvænget (Skovby villakvarter)       |      |         | 255   | 294   | 429   | 754   |       |       |       |
| Viby stationsby, Korupvang og Viby Terp |      | (1.023) | 560   | 1.130 | 1.585 | 2.273 |       |       |       |
| Forstadsbebyggelser i alt               | '    | 1.023   | 1.330 | 2.350 | 3.099 | 4.238 | 5.858 | 7.188 | 7.989 |

Kilde: Folketælling 1960, s. 72f
Odderbanen, der nu indgår i Aarhus Letbane, har foruden Viby J etableret 4 trinbrætter i Viby: Rosenhøj og Øllegårdsvej i 1972, Gunnar Clausens Vej i 1975 og Kongsvang i 1994. Viby J blev i 2004 udbygget, så Skanderborgbanens tog også kunne standse her. Så nu bliver stationen trafikeret af både letbanetogene Grenaa-Odder og Arrivas Regional Express Aarhus-Skjern.
Aarhus-Hammel-Thorsø Jernbane (1902-56) har også gået gennem Viby. Stationen Viby Nord blev anlagt i den lille landsby Nørby nord for selve Viby. Stationsbygningen er revet ned. Den lå på Damagervej 12, hvor Damager Kollegiet ligger nu. Det var banens mindst benyttede station, bl.a. fordi der allerede i 1914 blev startet en konkurrerende bilrute Viby-Kongsvang-Aarhus. Hammelbanens tracé kan ses langs haveforeningerne nordvest for Lykkesholms Alle. Her er både en dyb gennemskæring og en banedæmning. Også vest for Damager Kollegiet kan tracéet følges – mere eller mindre tilgængeligt – mod vest til Døde Å, som Brabrandstien krydser på den gamle jernbanebro.
Den betydning, Århus fik for befolkningen i Viby, afspejles ved, at 57% af de beskæftigede indbyggere pendlede til Århus i 1951 og 70% i 1958.
Den tosporede Åhavevej blev i 2013 udvidet til fire spor, den gamle jernbanebro blev nedrevet og en ny tredelt togbro blev etableret, benævnt Langenæsbroerne. 

## Geografi
Bydelen Viby består af 4 sogne:
- Viby Sogn med Viby Kirke (opført sidst i 1100-tallet) og 8.695 indbyggere  (2025)[17]
- Fredens Sogn mod øst med Fredenskirken (opført 1958-60) og 7.191 indbyggere  (2025)[17]
- Ravnsbjerg Sogn mod sydvest med Ravnsbjergkirken (opført 1976) og 9.110 indbyggere  (2025)[17]
- Langenæs Sogn mod Nordvest med Langenæskirken (opført 1966) og 6.849 indbyggere  (2025)[17]

Kvartererne Kongsvang, Rosenvænget og Fredensvang var de første, der blev udbygget langs grænsen til Aarhus. Senere blev de fulgt af Præstevangen og Rosenvang. Disse kvarterer er ligesom Alderslyst og senere Kildevang overvejende bebygget med parcelhuse, men længere ude er der senere opført mange etageboliger, bl.a. Rosenhøj i 1960'erne og Grøfthøjparken omkring 1970.

## Uddannelse
Der findes flere skoler og uddannelsesinstitutioner i Viby som Viby Skole og Viby Gymnasium i Rosenhøj. Århus Købmandsskole har handelsgymnasium på Viemosevej, Business Center og erhvervsuddannelser på Sønderhøj, hvor også Erhvervsakademi Aarhus ligger. Teknologisk Institut har en større afdeling i Kongsvang ved Marselis Boulevard.

## Erhvervsliv
Arla Foods er blandt de mange virksomheder, der har domicil i Viby. Ved Viby Torv findes indkøbscentret Viby Centret. Nord for Ringvej Syd ligger indkøbscentret Mega Syd, der især rummer store forretninger.

## Galleri
- Sønderhøj med erhverv/uddannelsesinstitutioner.
- Sønderhøj.
- Sønderhøj.
- Mega Syd butikscenter.
- Viby Torv
- Viby Centret
- Viby J Station med letbane perron.
- Viby J Station
- Teknologisk Institut
- Grøfthøjhuset, en markant bygning med udsyn over Aarhus Ådal
- Eskelunden, et naturområde ved Aarhus Å, nordvest for Åhavevej
- Hammelbanens dæmning langs Haveforeningen Engvang